# Photek

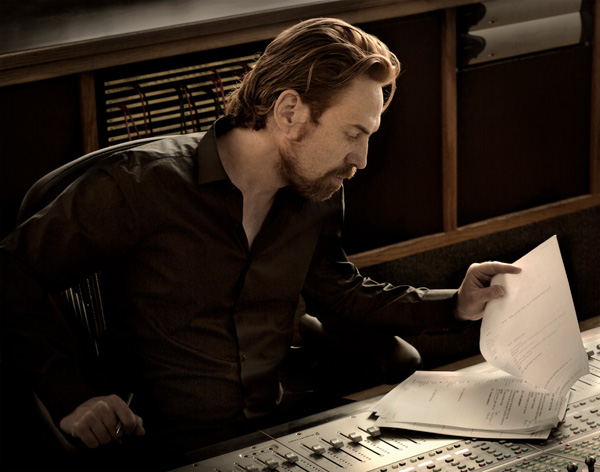
Photek (2015)

Photek ist der bekannteste Künstlername von Rupert Parkes (* 6. September 1971), einem britischen Drum-and-Bass-Musiker und Filmkomponisten. Er veröffentlichte außerdem unter Pseudonymen wie Special Forces, Studio Pressure, Aquarius und Sentinel.

## Leben und Werdegang
Rupert Parkes wurde 1971 in England geboren und wuchs in St Albans und Ipswich auf.
Er war schon früh in der britischen Drum-and-Bass-Szene aktiv, seine erste Veröffentlichung war 1992 eine Zusammenarbeit mit Rob Solomon. Seit Mitte der 1990er tritt Parkes auch als Komponist für Film- und Fernsehproduktionen sowie Videospiele in Erscheinung.
Photeks erste Veröffentlichungen waren noch vom Ambient-Stil geprägt, allerdings ebenfalls schon mit Drum-and-Bass-typischen Rhythmuselementen. Aufgrund der Verwendung von „fraktalen Beats“ wurde insbesondere seine EP The Hidden Camera (1996) „in Jazzkreisen als Sensation aufgenommen“ (Wolf Kampmann). Sein Album Modus Operandi, welches 1997 erschien, prägte dann den typischen „Photek-Stil“: atmosphärische Stücke mit kühlen, hochkomplexen Beats, teilweise unterlegt mit minimalistischen Synthesizermelodien, die aber mit dem Klang eines gezupften Kontrabasses kontrastieren. Hierdurch und durch einen Hang zur Improvisation wird ein Jazzeinfluss erkennbar. Zur gleichen Zeit arbeitete Photek mit dem Musiker Kirk Degiorgio zusammen. 1996 erschien die Single T-Raenon auf Degiorgios Label Op-ART.
Photeks Album Solaris bewegte sich von diesem Sound weg, mehr zu düsteren House-Tracks und abstrakten Ambient-Stücken hin. Nach der Veröffentlichung von Solaris verließ Photek seine bisherige Plattenfirma, das Virgin Records Unterlabel Science und veröffentlicht seine Produktionen seither auf seinem eigenen Label Photek Productions.
1996 produzierte Photek für das Spiel Wipeout 2097 das Lied The Third Sequence.
Seit Ende der 1990er Jahre tritt Parkes auch als Komponist für Film und Fernsehen in Erscheinung. Sein diesbezügliches Schaffen umfasst mehr als ein Dutzend Produktionen. Seit 2014 komponiert er für die ABC-Serie How to Get Away with Murder.

## Diskografie (Auswahl)
Alben
- 1997: Photek – Modus Operandi (Science, Virgin)
- 1998: Photek – Form & Function (Science, Virgin)
- 2000: Photek – Solaris (Science, Virgin)
- 2007: Photek – Form & Function Vol 2 (Sanctuary Records)
- 2012: Photek – DJ-Kicks (K7 Records (Alive))
- 2012: Photek – Ku:Palm (Photek)

Singles und EPs
- 1994: Photek – Natural Born Killa EP (Metalheadz)
- 1995: Photek – U.F.O. / Rings Around Saturn (Photek)
- 1995: Photek – The Seven Samurai / Complex (Photek)
- 1995: Goldie / Photek – Still Life / The Rain (Remixes) (Razors Edge)
- 1996: Photek – T-Raenon (Op-ART)
- 1996: Photek – The Hidden Camera (Science, Virgin)
- 1996: Photek – The Third Sequence / Titan (Astralwerks)
- 1997: Photek – Ni – Ten – Ichi – Ryu (Science)
- 1997: Photek – Risc vs Reward (Astralwerks)
- 1997: Photek – One Nation / Say It (Prototype Recordings)
- 1998: Photek – Modus Operandi (Science)
- 2000: Photek – Mine To Give (Astralwerks)
- 2000: Photek – Terminus (Science, Virgin)
- 2003: Photek presents Choc Ty feat. Chiara – We Got Heat (51st State)
- 2004: Photek + Die / Krust + Die – Thunder / Collision Course (Full Cycle Records)
- 2004: Fabio & Photek – No Joke / Baltimore (Photek Productions)
- 2004: Photek – MDZ.04 Album Sampler (Metalheadz)
- 2005: Photek / Teebee – Fake I.D. / Mercury (Photek Productions)
- 2006: Photek vs. Special Forces – Ni Ten Ichi Ryu / Sidewinder (Remixes) (Photek Productions)
- 2007: Photek – Love & War (Sanctuary Records)
- 2011: Photek – Closer (Tectonic)
- 2011: Photek – Avalanche (Photek Productions)
- 2011: Photek – Aviator EP (Photek Productions)
- 2011: Photek – 101 (Boddika Remix) / This City (Photek Productions)

## Filmografie (Auswahl)
- 1999: Under the Palms
- 2001: Invincible (Fernsehfilm)
- 2006: Dreamland
- 2007: Glue Boys (Dokumentarfilm)
- 2014: Gang Related (Fernsehserie)
- 2014–2020: How to Get Away with Murder (Fernsehserie)
- 2016: The Persian Connection
- 2020: Mein WWE Main Event (The Main Event)
- seit 2020: Into the Night (Fernsehserie)
- 2020: Life in a Year
- 2021: The Protégé – Made for Revenge (The Protégé)
- 2022: Memory – Sein letzter Auftrag (Memory)
- 2024: Dirty Angels

## Lexigraphische Einträge
- Wolf Kampmann (Hrsg.), unter Mitarbeit von Ekkehard Jost: Reclams Jazzlexikon. Reclam, Stuttgart 2003, ISBN 3-15-010528-5.